# 光洋タクシー
有限会社光洋タクシー（こうようタクシー）は、青森県青森市に本社を置くタクシー・バスなどの事業を運営する企業。すべての事業を含めて光洋企業グループと称している。
熊本県上益城郡益城町に所在する有限会社光洋タクシー、熊本県熊本市に所在する有限会社光洋企業グループとの関連はない。

## 沿革
- 1962年（昭和37年）3月 - 青森市千刈1-13-18に有限会社光洋タクシーを設立。タクシー事業開始。
- 1966年（昭和41年）5月 - 石油販売事業開始。
- 1971年（昭和46年）6月 - 貸切バス事業開始。
- 1993年（平成5年）3月 - 旅行業開始。
- 2000年（平成12年）12月 - ホテル業開始。

## 営業所
本社、各部事務
青森県青森市大字荒川字成瀬100
ホテルヴィラシティ雲谷
青森県青森市大字雲谷字山吹104-1

## 事業内容
タクシー事業
トヨタ・コンフォートを採用。ジャンボタクシーはトヨタ・ハイエースを採用。観光タクシーも運行する。
貸切バス事業
光洋観光バスとして営業。日野自動車・UDトラックス（旧:日産ディーゼル）・ボルボを採用。近年の新規投入車については、塗装を黄色のものを採用している。

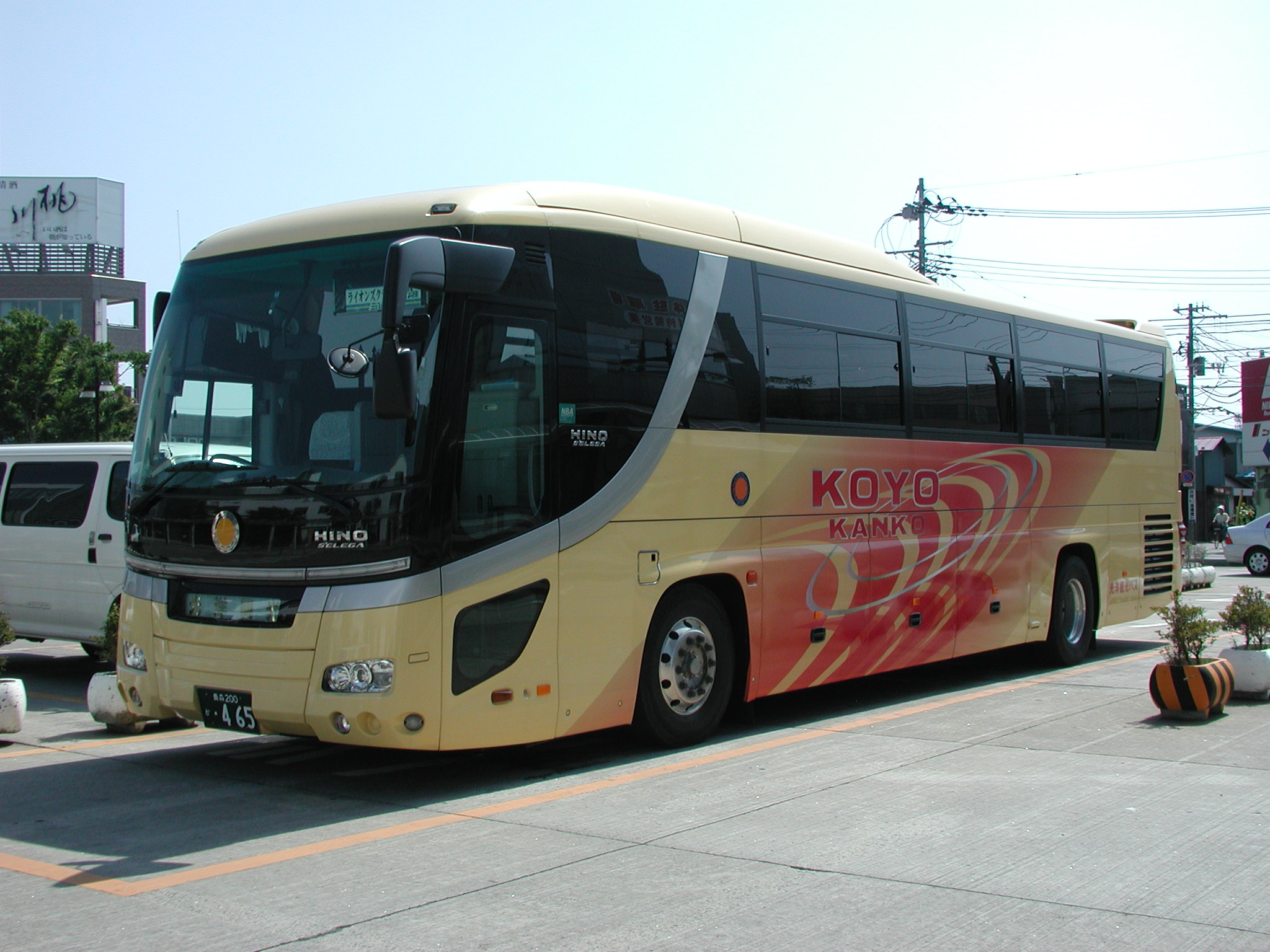
新塗装車（八戸駅東口にて）
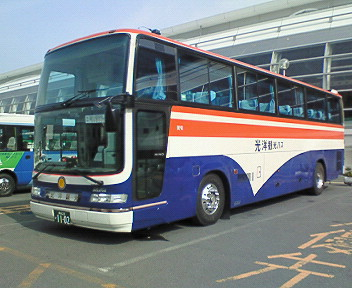
旧塗装車（八戸駅西口にて）
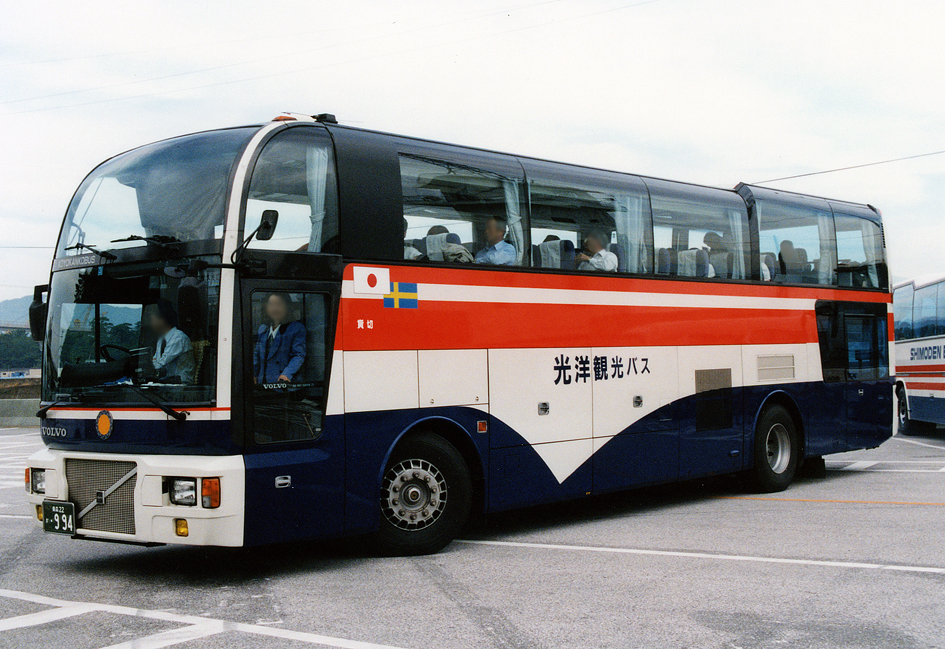
ボルボ 旧塗装車（桂浜駐車場にて 1994年）
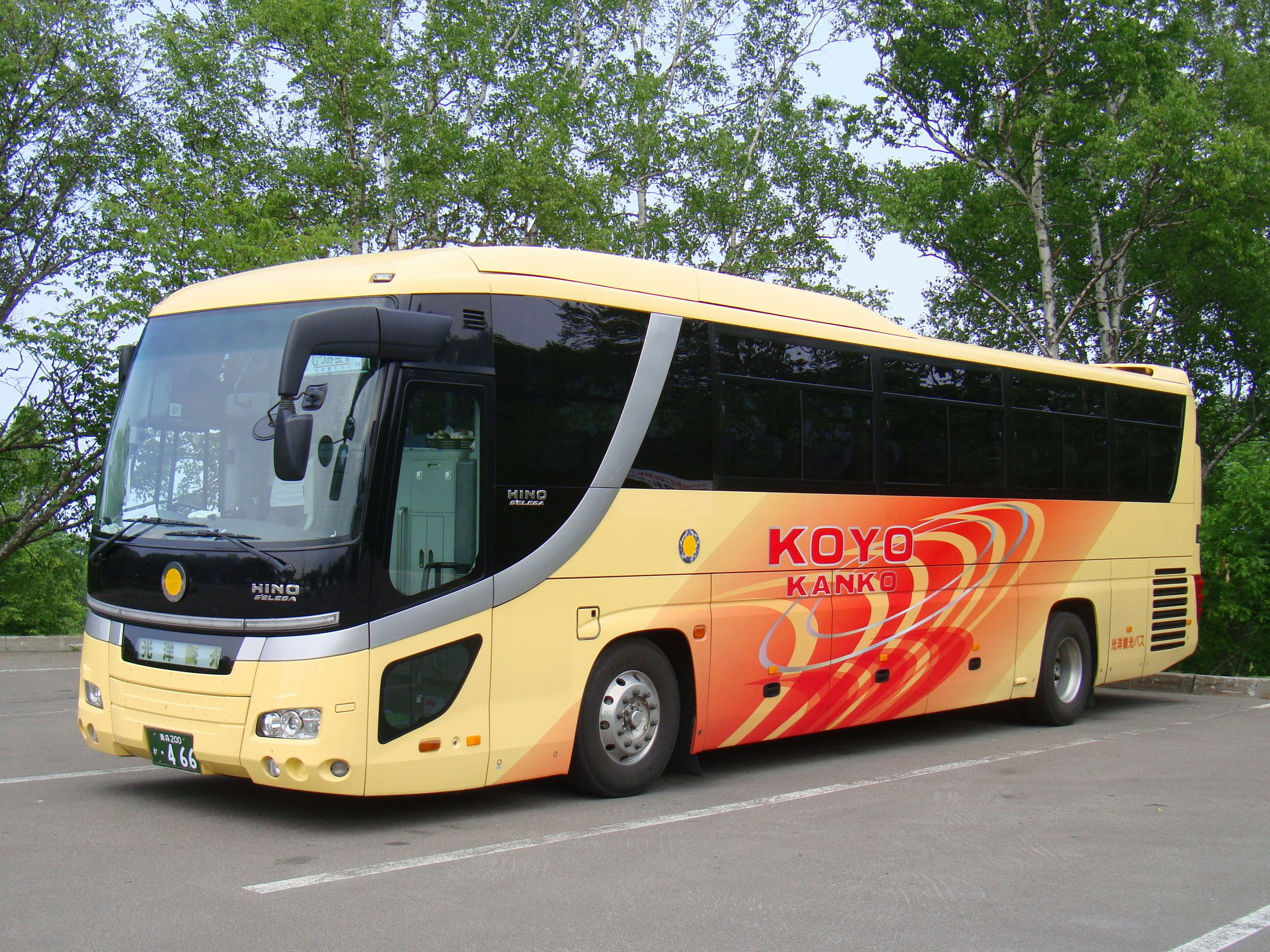
海を越えた北海道で撮影されたバス

石油販売事業
青森市内4箇所でENEOSのガソリンスタンドを運営。
ホテル事業
ホテルヴィラシティ雲谷を運営。東日本大震災の影響で2011年（平成23年）7月3日現在休業中。
旅行業
光洋ツーリストを運営。
自動車整備業